# Reckerscheid
Reckerscheid ist ein Stadtteil von Bad Münstereifel im Kreis Euskirchen, Nordrhein-Westfalen und gehört zur Dörfergemeinschaft und ehemals eigenständigen Gemeinde Mutscheid.

## Lage
Der Ort liegt etwa 12 km südöstlich von Bad Münstereifel. Durch den Ort verläuft die Kreisstraße 50, im Ort mündet die Kreisstraße 48.

## Geschichte
Im Jahr 1865 wurde der Ort Reckerscheid von einer schweren Brandkatastrophe betroffen:

„Am Feste Maria Geburt — am 8. September 1865 — ist die Gemeinde Mutscheid von einem gewaltigen Brandunglück heimgesucht worden. Das Dörfchen Reckerscheid wurde fast ganz in Asche gelegt: 14 Häuser, 11 Scheunen und 22 Ställe wurden ein Raub der Flammen. Auch das für die Ortschaften Esch, Willerscheid, Reckerscheid, Soller und Hummerzheim vor etwa 30 Jahren gebaute Schulhaus brannte völlig aus. Bei dem Wassermangel und der außergewöhnlichen Schnelligkeit, womit das Feuer um sich griff, haben nur sehr wenige Mobilien gerettet werden können. Die vollständig eingescheuerten Früchte wie Hafer, Roggen, Gerste, Flachs und Heu sind total verbrannt. Nichts ist hiervon gerettet worden. Rat- und hilflos sowie ohne Obdach, ohne Kleidung, außer der, die sie am Leibe tragen, ohne Lebensmittel für sich und ohne Nahrung für ihr Vieh, sehen die so entsetzlich hiervon betroffenen Einwohner dem kommenden Winter entgegen … Der Verlust ist enorm, und ohne reichliche Hilfe gibt es keine Rettung für die Verunglückten.“

Reckerscheid gehörte zur eigenständigen Gemeinde Mutscheid, bis diese am 1. Juli 1969 nach Bad Münstereifel eingemeindet wurde.

## Kapelle St. Apollonia
Die Kapelle wurde im 18. Jahrhundert errichtet und der heiligen Apollonia geweiht. Sie wurde 1877 restauriert, musste aber 1925 wegen Baufälligkeit abgerissen werden. Die Reckerscheider bauten sie an gleicher Stelle in gleicher Form und Größe wieder auf. Von 1979 bis 1981 musste die Kapelle erneut aufwändig renoviert werden. Der Dachreiter beherbergt eine 17 kg schwere Glocke aus dem Jahr 1724.

## Verkehr
Die VRS-Buslinie 819 der RVK verbindet den Ort mit Bad Münstereifel und weiteren Nachbarorten, überwiegend als TaxiBusPlus im Bedarfsverkehr.
| Linie | Verlauf |
| ----- | --- |
| 819   | MiKE (außer im Schülerverkehr): Bad Münstereifel Bf – Bad Münstereifel Eifelbad – Eicherscheid – Schönau – Mahlberg – Reckerscheid – Willerscheid – Soller – Hummerzheim – Odesheim – Hünkhoven – Rupperath |

Die Grundschulkinder werden zur katholischen Grundschule St. Helena nach Mutscheid gebracht.